# Cantharellopsis
Cantharellopsis är ett släkte av svampar som beskrevs av Thomas Wilhelmus Kuyper. Cantharellopsis ingår i ordningen Hymenochaetales, klassen Agaricomycetes, divisionen basidiesvampar och riket svampar.
Släktet innehåller bara arten Cantharellopsis prescotii.